# Nadzsíb Míkáti
Nadzsíb Azmi Míkáti (arabul: نجيب ميقاتي, Tripoli, 1955. november 24.) libanoni politikus és üzletember, aki 2021 szeptembere óta tölti be Libanon miniszterelnöki tisztét. Korábban 2005 áprilisa és júliusa között, valamint 2011 júniusa és 2014 februárja között töltötte be a miniszterelnöki posztot és 1998 decembere és 2003 között munka- és közlekedési miniszter volt.

## Élete, munkássága
Míkáti Tripoliban született, szunnita családban. Felsőfokú tanulmányait a bejrúti amerikai egyetemen végezte, ahol üzletelési tanulmányokat folytatott. Diplomája megszerzését követően 1982-ben testvérével együtt megalapította az Investcom telekkommunikációs céget, melyet 2006-ban 5,5 milliárd dollárért eladott a dél-afrikai MTN Group-nak. 2012-ben a Forbes magazin Mikati vagyonát 3 milliárd dollárra becsülte, ezzel ő számít Libanon jelenlegi leggazdagabb emberének.
Politikai pályafutása 1998. december 4-én kezdődött, amikor Szelim el-Hossz kormányában közmunka- és szállításügyi miniszternek nevezték ki. Minisztersége alatt mérsékelt Szíria-párti álláspontot képviselt, a 2000-ben hatalomra kerülő Bassár el-Aszad elnökkel különösen jó viszonyt ápolt.
2005. április 13-án Omar Karami a cédrusos forradalmat követően (mely a szíriai hadsereg Libanon területéről való kivonásával végződött) lemondott a miniszterelnöki pozícióról Émile Lahúd államelnök Mikatit bízta meg kormányalakítással. Neki azonban Szíria-pártisága miatt nem sikerült egy konszenzusos kormányt kialakítania (elsősorban Rafik Hariri korábbi miniszterelnök 2005-ös meggyilkolása miatt, melyet valószínűleg a szíriai titkosszolgálat hajtott végre), így július 19-én lemondott posztjáról Fúad Szinjora javára, aki a Március 14 Mozgalom néven ismertté váló ellenzék képviselőjeként alakíthatott kormányt.
Míkáti neve 2011-ben merült fel újra lehetséges miniszterelnökként, mikor az Arab tavasz hatására kezdődő tüntetések valamint a Hezbollah támogatásának megszűnése lemondásra kényszerítették Szaad Hariri korábbi miniszterelnököt. Január 24-én a Március 8 Szövetség elnevezésű politikai szervezet Nadzsíb Míkátit jelölte a pozícióra. Végül a libanoni parlament támogatásáról biztosította, így Michel Szulejmán államelnök kinevezte miniszterelnöknek, kormányt alakítania azonban csak június 13-án sikerült.
A Míkáti-kormány első komolyabb próbatételének a szomszédos Szíriában zajló polgárháború hatására feléledő vallási konfliktusok számítanak. 2011 nyara óta több összecsapás is történt a többségében szunniták által lakott, de jelentős síita kisebbséggel is rendelkező Tripoliban, ahol az előbbiek főként a szintén főként szunnitákból álló szíriai lázadók irányában nyilvánították ki szimpátiájukat, míg az utóbbiak a síita vallási irányzat alavita ágához tartozó Bassár el-Aszad eltökélt támogatóinak számítanak. 2012-ben a konfliktus átterjedt Bejrútra is, ahol a mélypontot egy közismerten Szíria-ellenes tábornok Visszám al-Hasszán tábornok (aki a libanoni belső hírszerzés főnöke volt) meggyilkolását követő zavargások és tűzharcok jelentették. A felvonuló tüntetők az Aszad-rezsimet és a Hezbollahot vádolták meg a tábornok meggyilkolásával, valamint elégedetlenségüket fejezték ki Míkáti kormányával szemben, amiért az nem gátolja meg a szíriai katonák rendszeres betöréseit az ország területére. Habár Míkáti a kritikák hatására felajánlotta lemondását, Michel Szulejmán elnök ezt nem fogadta el.
Miután a politikai krízis folytatódott, a miniszterelnök 2013. március 23-án bejelentette lemondását, melyet Michel Szulejmán elnök is elfogadott. Április 6-án az államelnök Tammam Szalamot bízta meg kormányalakítással.